# Glefe
Die Glefe (auch Gläfe oder Gleve), auch Fauchard/Fouchard und couteau de breche, ist eine Stangenwaffe mit einer Schlag- oder Hiebklinge in der Form eines Messers, Pallaschs oder Malchus mit konvexer Schneide auf einer 2,40 bis 3 Meter langen Stange. Sie ähnelt der Kuse. An der Rückseite der Klinge, später auch beidseitig einer Stichklinge, ist häufig ein Sporn zum Brechen von Rüstungen (Siehe hierzu auch: Heraldische Gleve, als Form der Lilie). Von der Waffe färbte der Name auf eine kleine Einheit von Kriegern ab.

## Geschichte

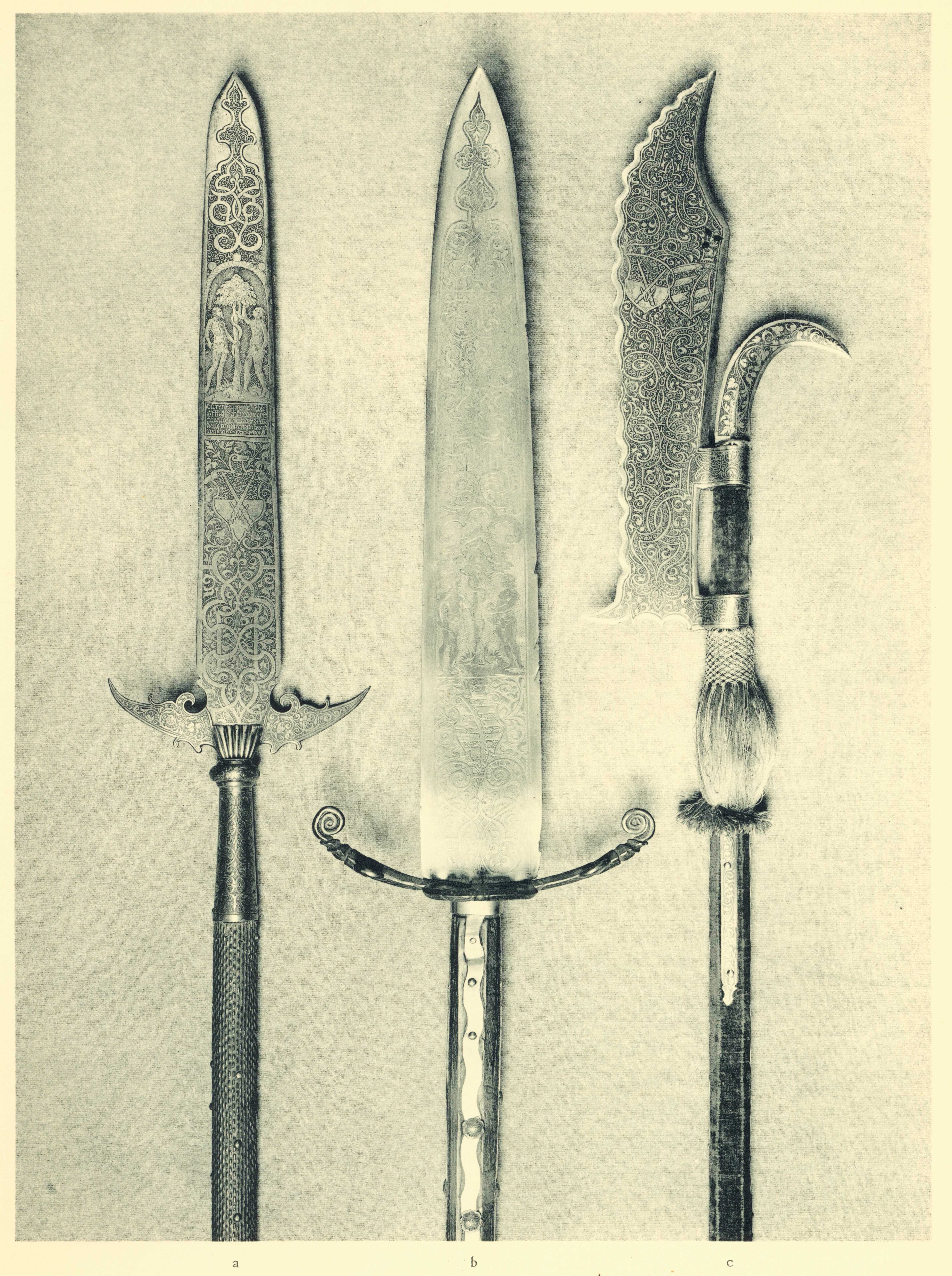
Sächsische Glefe (rechts)

Die Glefe wurde besonders im 15. Jahrhundert als Kriegswaffe genutzt, im 16. bis ins 18. Jahrhundert wurde sie dann zum Rangabzeichen des Trabanten an Fürstenhöfen sowie der Leibwache des Dogen von Venedig. Hinweise auf die zeitliche Einordnung einer Glefe liefern häufig heraldische Verzierungen der Klinge wie Wappen oder Siegel. So war die Glefe der Hofwache am Hofe des Kaisers Ferdinand I. beidseitig mit dem Monogramm des Kaisers versehen. Unterhalb der Kaiserkrone sind die Wappen der Habsburger sowie Böhmens und Ungarns dargestellt, umwunden vom Orden des Goldenen Vlieses. Am bayerischen Hof sowie bei der ungarischen Kronwache blieb die Glefe bis ins 20. Jahrhundert erhalten.

## Weitere Bedeutung
Von der Waffe wurde die Bezeichnung Glefe auch auf eine militärische Einheit übertragen. Eine Glefe oder Lanze hatte eine Länge von zehn Schuh. Die Breite eines Mannes wurde mit zwei Schuh angesetzt, woraus sich die Anzahl fünf für die Gruppe errechnete. Die Zahl der Glefe war jedoch schwankend oder wechselte in den Zeiten. Als Glefe wurde sowohl ein Soldat mit einer Lanze, ein Reiter mit einer Lanze oder einem Speer, ein Haufen von vier oder fünf Mann als auch bewaffnete Reiter einer Vierer- oder Fünfergruppe nach der Kriegsordnung angesehen. Zur Bekämpfung der Hussiten sollte das Haus Württemberg das Reichsheer mit zwanzig Glefen stärken, „die Glefe zu fünf Reisigen und sieben Rossen.“
Schon im 14. Jahrhundert regelte das um 1363 entstandene Straßburger Ordnungsbuch Nummer 19, wie sich das Stellen von 102 Glefen auf Patrizier und Handwerker der Stadt verteilte. Dort bestand eine Glefe aus gewöhnlich drei Personen.
Beim Ritterstand wurde zwischen „Glefenern“ und „Einspännigen“ unterschieden. Gemeinhin gehörten hier vier bis fünf Reiter zu einer Glefe: der Glefener, zwei Edelknechte und der Schildknappe, der die Glefe (auch Lanze oder Spieß) trug. Bei einer Heerfahrt saß der Ritter bis zum Kampf auf einem „Telder“ genannten kleineren Pferd. Sein eigentliches Streitross führte zu seiner Rechten ein auf einem Klepper reitender Page. Vor dem Gefecht wechselte der Ritter das Pferd und gab den Telder in die Obhut des Pagen, welcher der Kampfhandlung fernblieb. Die Glefe wurde in späterer Zeit um einen Schützen – einen Knecht mit einer Armbrust – ergänzt. Ein Ritter, der nur einen Knecht oder Pagen mitbringen konnte, wurde als „Einspänniger“ bezeichnet. Zwei Einspännige wurden einer Glefe gleichgesetzt.